# Ždánice, Kolín
Ždánice là một làng thuộc huyện Kolín, vùng Středočeský, Cộng hòa Séc.